# Audencio
Audencio (en latín Audentius) fue obispo de Toledo (España) a finales del siglo IV. En la Enciclopedia Católica (1912), el Conde de Cedillo ubica su episcopado hacia el año 376.

De acuerdo al historiador Genadio de Marsella (en De viris illustribus c.14, de ca. 480 d. C.) un cierto Audencio fue autor del libro De fide adversus haereticos, hoy perdido, en el cual escribió contra los maniqueos, los sabelinos, los arrianos y muy particularmente contra los fotinianos.
Este libro buscaba demostrar que la segunda persona de la Trinidad, el Hijo, es coeterno con el Padre; de modo que no recibió su divinidad en el momento de ser concebido.
En el libro De scriptoribus ecclesiasticis del año 1494, el abad Juan Tritemio llama a este Audencio "vir in divinis scripturis exercitatum habens ingenium."
En la Enciclopedia Católica (1912), el Conde de Cedillo considera que ambos Audencios son la misma persona.